# To you (長澤奈央の曲)
「To you」は、長澤奈央の8作目のシングル。2007年9月19日にavex traxからリリースされた。
映画「Girl's BOX THE MOVIE」挿入歌。

## 収録楽曲
出典：
1. To you [3:48]
作詞・作曲：都田和志、編曲：望月優
2. Cloudy blue [3:30]
作詞：都田和志、作曲・編曲：藤野翔之
3. To you （Instrumental）
4. Cloudy blue（Instrumental）